# Чон-Таш
Чон-Таш (кирг. Чоң-Таш) — село в Тюпском районе Иссык-Кульской области Кыргызстана. Административный центр Чон-Ташского аильного округа. Код СОАТЕ — 41702 225 883 01 0.

## Население
По данным переписи 2009 года, в селе проживало 954 человек.
По данным переписи 2022 года, в селе проживало 1 426 человек.